# Mięsień prostownik wskaziciela

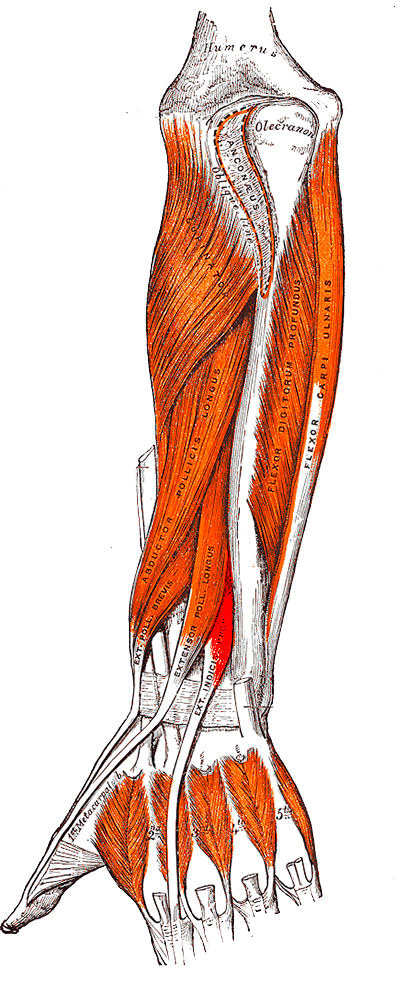
Mięsień prostownik wskaziciela oznaczony na czerwono.

Mięsień prostownik wskaziciela (łac. musculus extensor indicis) – w anatomii człowieka wydłużony mięsień położony skrajnie łokciowo w grupie głębokich mięśni tylnych przedramienia. Przyczep proksymalny ma na powierzchni tylnej kości łokciowej oraz na błonie międzykostnej poniżej przyczepu mięśnia prostownika długiego kciuka. W dalszej części przechodzi w płaskie ścięgno przebiegające przez czwarty przedział troczka prostowników, kończąc się na stronie grzbietowej ręki rozcięgnem grzbietowym wskaziciela.
Unaczyniony jest przez tętnicę międzykostną tylną, a unerwiony przez gałąź głęboką nerwu promieniowego (nerw międzykostny tylny).
Mięsień ten prostuje palec wskazujący, a także prostuje rękę i odwodzi w stronę promieniową.